# Obélisque de saint Janvier
L’obélisque de saint Janvier (Obelisco di San Gennaro ou Guglia di San Gennaro) est l'obélisque le plus ancien de Naples. Il se trouve place Riario Sforza (it).

## Histoire
L’obélisque est érigé en 1636 par les commettants de la députation du Trésor public, en action de grâce pour la sauvegarde de la ville lors de l’éruption du Vésuve de 1631. Le projet a été confié à Cosimo Fanzago qui en termine la construction neuf ans plus tard, bien qu'à cause de moult désaccords, l’œuvre peut n'être considérée comme achevée qu'en 1660.

## Description
La structure est composée par une sorte de colonne quadrangulaire sur laquelle sont placées de grandes volutes qui se terminent en un chapiteau ionique richement décoré. Au sommet, se dresse la statue de saint Janvier.

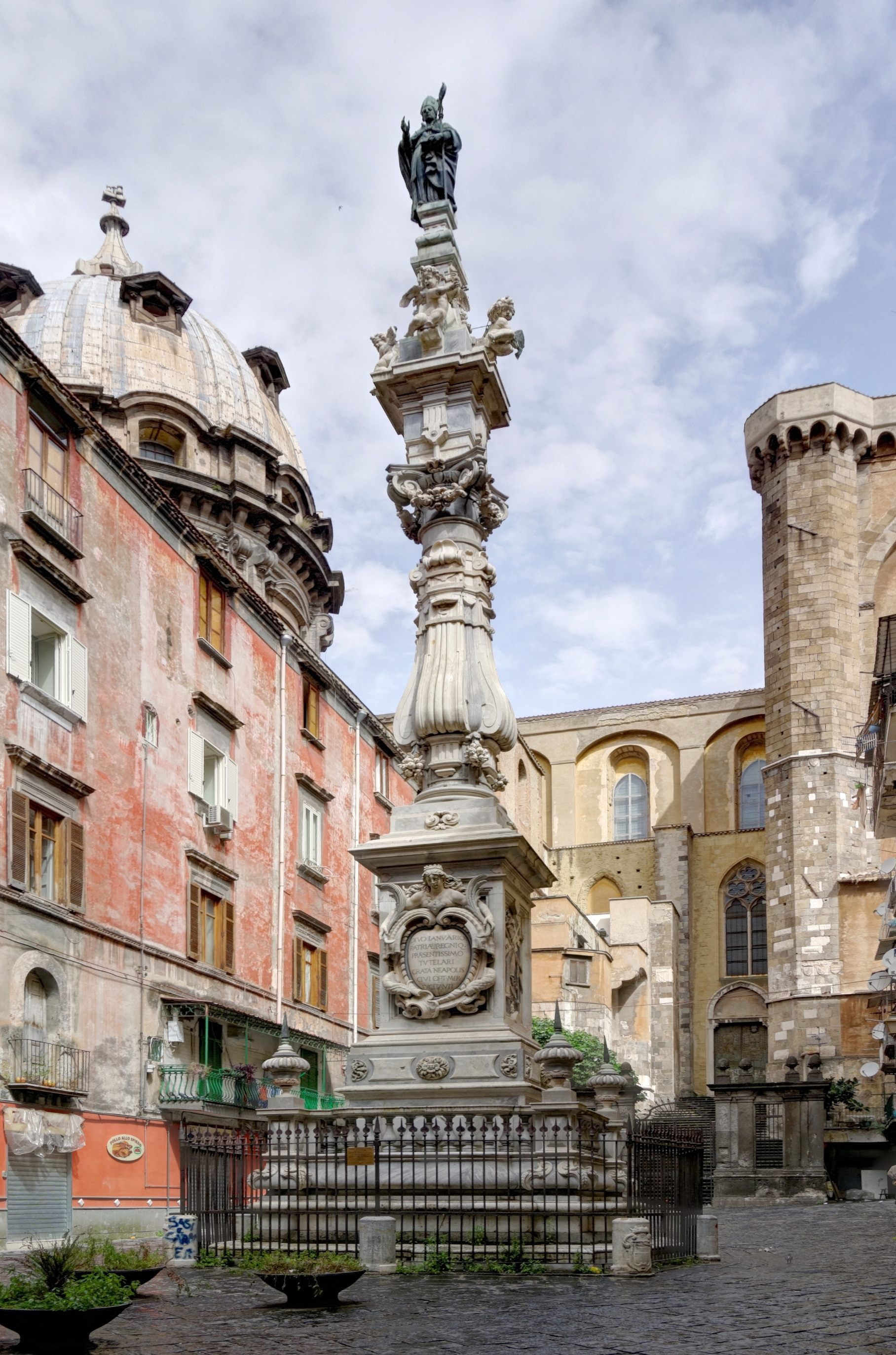
Obélisque de saint Janvier
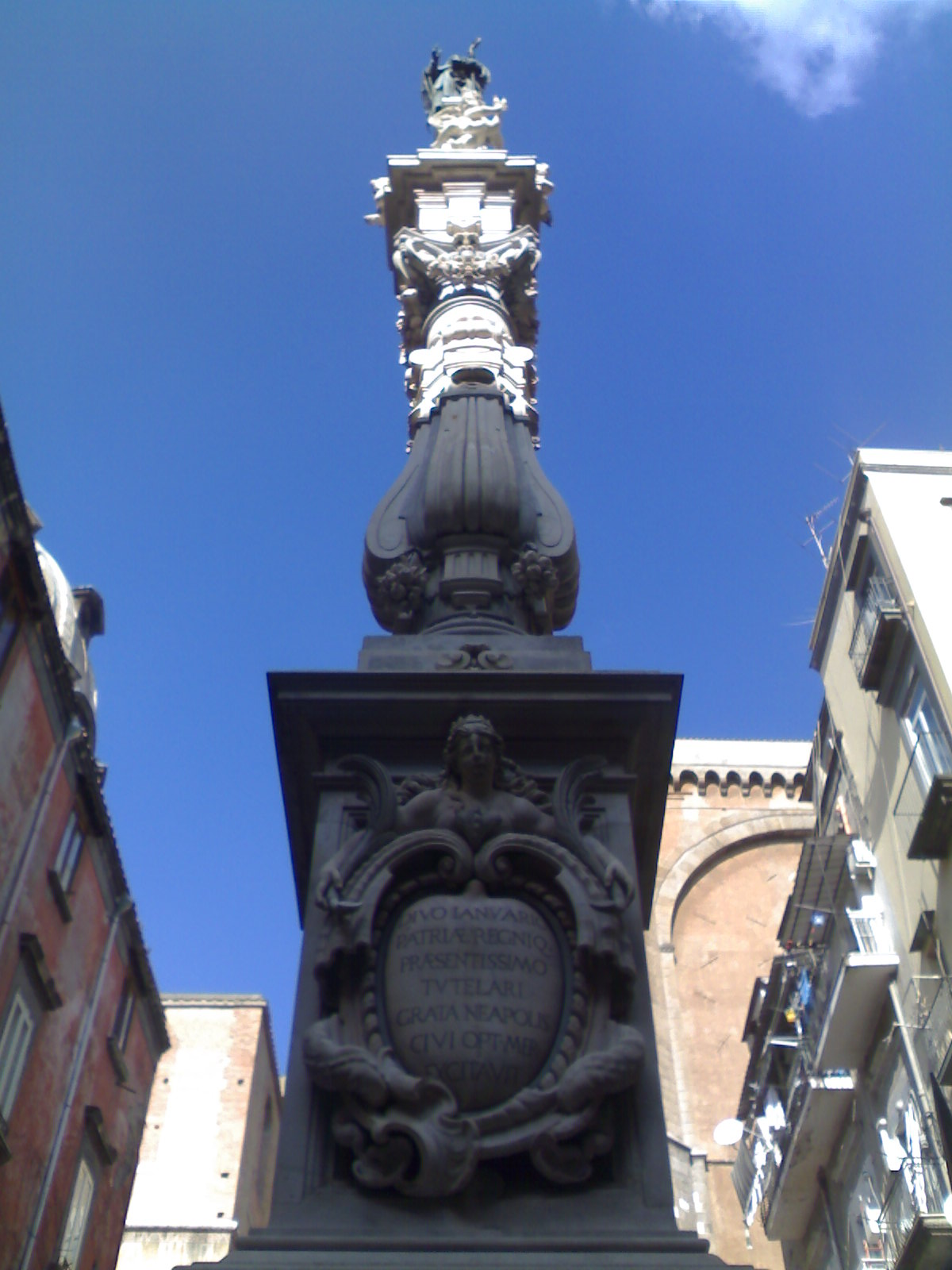
Autre vue
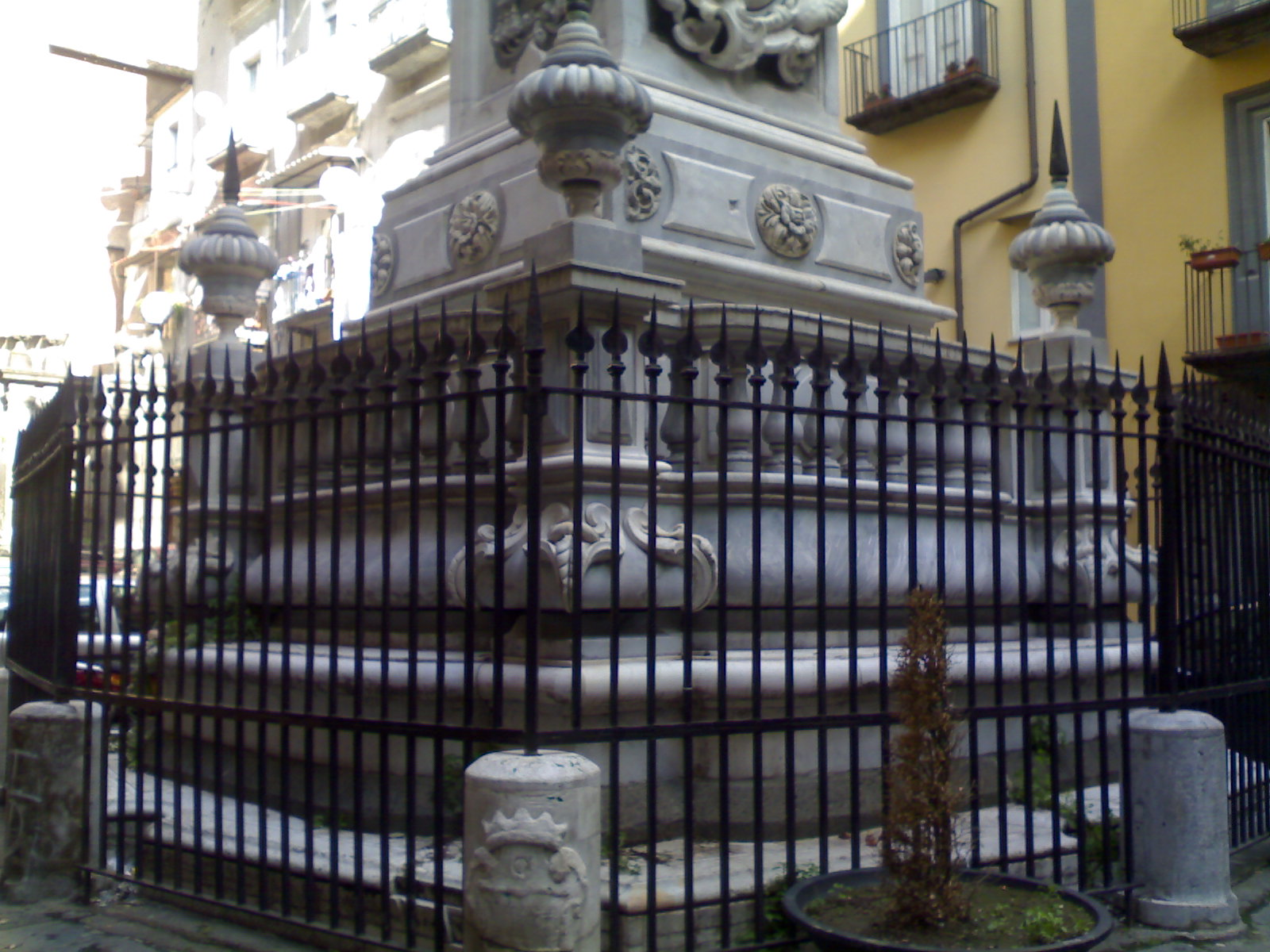
Le socle
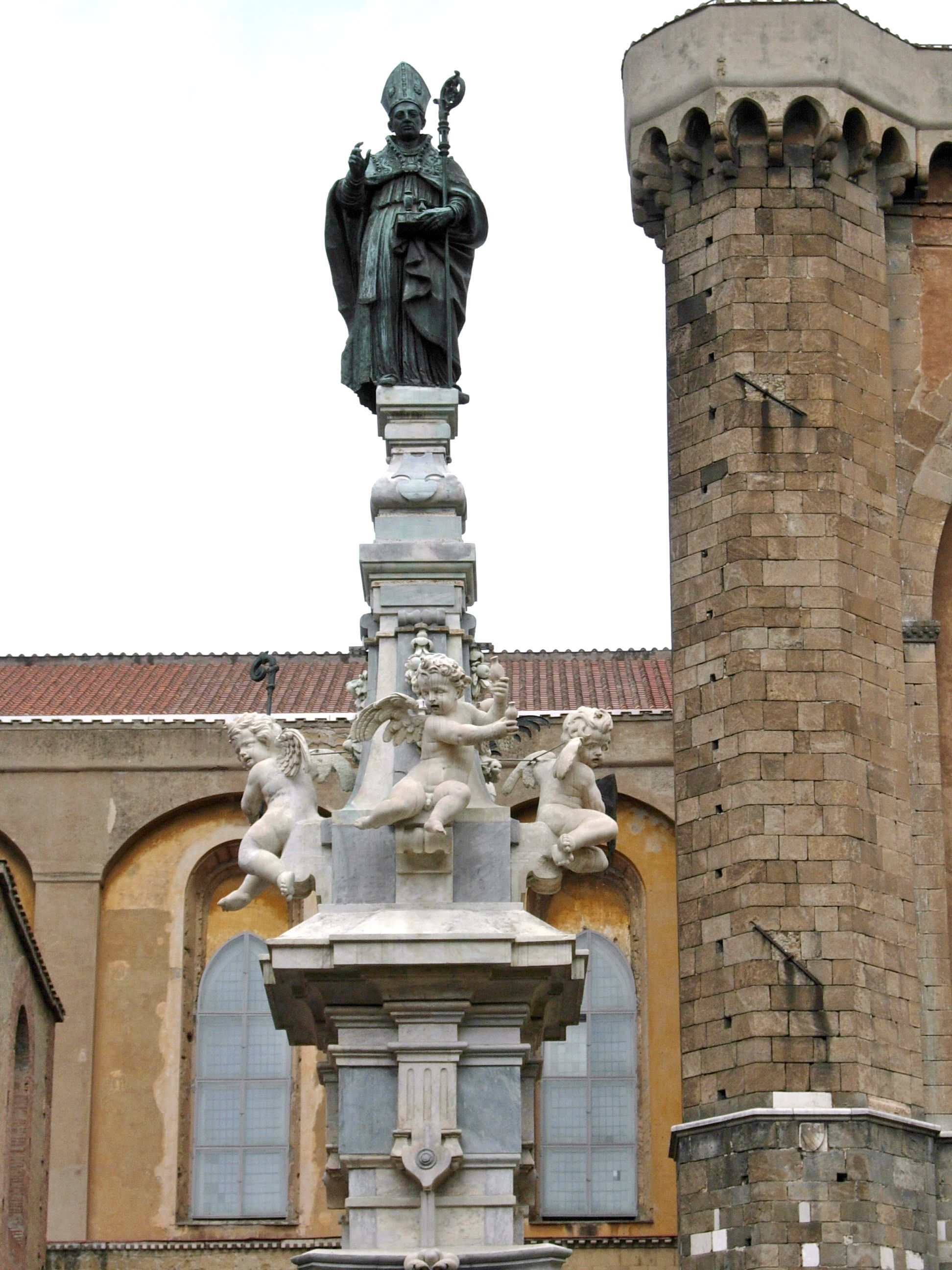
Partie supérieure, avec la statue de saint Janvier au sommet

## Source
- (it) Cet article est partiellement ou en totalité issu de l’article de Wikipédia en italien intitulé « Obelisco di San Gennaro » (voir la liste des auteurs).